# Konwencja o ochronie wędrownych gatunków dzikich zwierząt
Konwencja o ochronie wędrownych gatunków dzikich zwierząt (ang. The Convention on the Conservation of Migratory Species of Wild Animals, w skrócie CMS) zwana konwencją bońską – umowa międzynarodowa sporządzona 23 czerwca 1979 roku w Bonn celem ochrony dzikich zwierząt, które migrując przekraczają jedną lub więcej granic jurysdykcji państwowej w różnych cyklach życiowych.
Zgodnie z art. 18 Konwencja zaczęła obowiązywać 1 listopada 1983 r. trzy miesiące po ratyfikacji lub przystąpieniu przez 15 stron. W 2016 liczba stron wynosiła 120.
Strony konwencji uznały potrzebę podjęcia działań dla uniknięcia zagrożenia jakiegokolwiek gatunku wędrownego, w tym sprzyjanie badaniom nad gatunkami wędrownymi, współdziałanie w tych badaniach i popieranie ich, podejmowanie starań dla zapewnienia bezzwłocznej ochrony zagrożonych gatunków wędrownych (załącznik I konwencji oraz podejmowanie starań w celu zawarcia porozumień dotyczących ochrony i zarządzania gatunkami wędrownymi (załącznik II konwencji).
Organem decyzyjnym konwencji jest Konferencja Stron Konwencji. Organem doradczym jest Rada Naukowa Konwencji. Sekretariat konwencji mieści się w Bonn. Podczas sesji Konferencji Stron wybierany jest Komitet Stały, który pomiędzy sesjami Konferencji Stron podejmuje decyzje w niektórych sprawach.
Do rozstrzygania sporów za zgodą stron właściwy jest Stały Sąd Rozjemczy (art. 13). Teksty autentyczne spisano w języku angielskim, francuskim, hiszpańskim, niemieckim i rosyjskim.
Zastrzeżenia dozwolone są w sprawie obecności w załącznikach któregokolwiek gatunku wędrownego (art. 14). Depozytariuszem jest rząd RFN (art. 16)
Polska jest stroną konwencji od 1 maja 1996, członkiem Komitetu Stałego Konwencji oraz stroną porozumień dotyczących ochrony nietoperzy (EUROBATS) i małych waleni (ASCOBANS).